# جو موريس
جو موريس (بالإنجليزية: Joe Morris)‏ هو عازف جاز أمريكي، ولد في 13 سبتمبر 1955 في نيو هيفن في الولايات المتحدة.

## وصلات خارجية
- جو موريس على موقع ميوزك برينز (الإنجليزية)
- جو موريس على موقع أول ميوزيك (الإنجليزية)
- جو موريس على موقع ديسكوغز (الإنجليزية)